# The Cliff (sân tập)
The Cliff là một sân tập thể thao ở Broughton, Salford bên bờ sông Irwell, được sử dụng làm sân bóng rugby league của câu lạc bộ Broughton Rangers cho đến năm 1933. Nó được câu lạc bộ bóng đá Manchester United mua lại làm sân tập. Nó tiếp tục được United sử dụng cho đến năm 1999 khi nó được thay thế bằng Trung tâm Huấn luyện Trafford ở Carrington. Tuy nhiên, nó vẫn tiếp tục sử dụng cho một số trận sân nhà của đội trẻ Manchester United, và đôi khi cũng được đội rugby league Salford City Reds sử dụng làm sân tập.

## Rugby league
The Cliff, nằm trên đường Hạ Broughton ở Broughton, Salford. Ban đầu sân được sử dụng cho các môn cricket hoặc quần vợt. Câu lạc bộ rugby league Broughton Rangers (hiện không còn tồn tại) chuyển đến The Cliff vào năm 1913 và tiếp tục chơi ở đó cho đến năm 1933 khi đội di chuyển đến sân vận động Belle Vue ở Gorton, Manchester. 

## Bóng đá

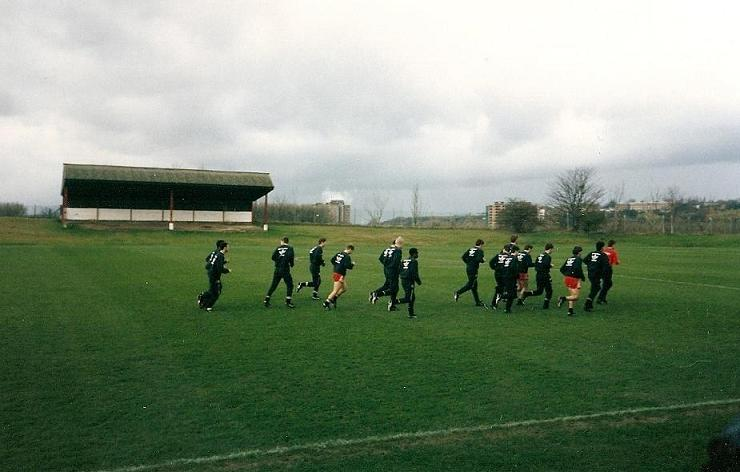
Đội trẻ đầu tiên chơi tại The Cliff, 1992

Vào tháng 5 năm 1938, chủ tịch James W. Gibson của Manchester United đánh dấu The Cliff trử thành địa điểm tiềm năng cho các trận đấu tập và là một sân đấu thường xuyên của đội Athletic Club Manchester United Junior (MUJAC). Đến cuối tháng 6 năm 1938, việc thuê sân đã được thống nhất. Manchester United mua sân vào năm 1951. Cho đến cuối thập niên 1950, đội một của Manchester United tập luyện tại Old Trafford, nhưng ban quản lý của câu lạc bộ đã quyết định rằng việc sử dụng The Cliff là cần thiết để tránh làm tổn thương đến sân Old Trafford. Các dàn đèn pha cũng nhanh chóng được dựng lên tại The Cliff (trong khi phải tới tháng 3 năm 1957 Old Trafford mới được lắp dàn đèn) và một trận rugby league nghiệp dư quốc tế được tổ chức ở đó vào năm 1952. Cũng trong năm đó, Manchester United lần đầu cử đội trẻ của họ dự FA Youth Cup. Các trận đấu diễn ra vào ban đêm, có nghĩa là các đội phải chơi dưới ánh đèn pha tại The Cliff. Ở vòng hai của giải đấu, đội trẻ của Manchester United đã ghi dấu ấn với chiến thắng lớn nhất trong lịch sử của FA Youth Cup; David Pegg, John Doherty và Duncan Edwards mỗi người ghi được năm bàn thắng còn Eddie Lewis ghi bốn bàn trong chiến thắng 23-0 trước đội trẻ Nantwich Town.
Vào cuối thế kỷ 20, huấn luyện viên Alex Ferguson của Manchester United cảm thấy The Cliff đã quá cởi mở với báo chí và công chúng, và điều đó khiến việc tập luyện của đội một khó có thể thành công khi mà cánh nhà báo và do thám của các đối thủ dễ dàng tiếp cận chiến thuật của ông. Câu lạc bộ quyết định xây dựng một cơ sở đào tạo mới tại Carrington, Greater Manchester để tránh sự nhòm ngó. Đội một, đội dự bị và học viện giờ tập luyện tại Trung tâm Huấn luyện Trafford, nhưng sân tập The Cliff vẫn được giữ lại cho việc đào tạo cầu thủ trẻ nhất của câu lạc bộ. Sân tập The Cliff thậm chí còn được đội tuyển quốc gia Anh sử dụng làm trại huấn luyện trước mỗi trận đấu quốc tế tổ chức tại Old Trafford.
Năm 2003, Manchester United ra kế hoạch lắp đặt đèn chiếu sáng trên sân tập The Cliff với độ cao 16m (17 yd) nhưng bị người dân địa phương phản đối. Câu lạc bộ đã lên kế hoạch lắp đặt đèn chiếu sáng với độ cao 19m nhưng sau đó đã được giảm.